# Mistrovství Československa v atletice 1978
Mistrovství Československa mužů a žen v atletice 1978 v kategoriích mužů a žen se konalo nedlouho před pražským Mistrovstvím Evropy v atletice 1978, a to od čtvrtka 17. srpna do soboty 19. srpna v Praze na stadionu E. Rošického, přičemž ve čtvrtek proběhly pouze dvě finálové disciplíny a hlavní část mistrovství se uskutečnila v pátek a v sobotu.
Na mistrovství startovalo 569 závodníků a závodnic, z nichž 65 už mělo splněný kvalifikační limit pro Mistrovství Evropy v atletice 1978 v Praze. Mistrovství Československa se zúčastnili všichni ti, kteří zanedlouho získali medaile na mistrovství Evropy (Karel Kolář, Imrich Bugár, Helena Fibingerová, Jarmila Nygrýnová, Josef Lomický, František Břečka, Miroslav Tulis).

## Překonané rekordy
Překonané československé rekordy na mistrovství Československa v atletice v roce 1978:
- Karel Kolář – běh na 400 m, čas 46,13 s,
- Jan Leitner – skok daleký, výkon 803 cm,
- Helena Ledvinová – běh na 3000 m, čas 9:13,81,
- Hana Slámová – běh na 400 metrů překážek, čas 58,56 s.

## Medailisté

### Muži
| Soutěž                     | Zlato                                                                             | Stříbro                                                                               | Bronz                                                                     |
| 100 m                      | Zdeněk Mazur 10,69                                                                | Ladislav Latocha 10,69                                                                | Luděk Bohman 10,80                                                        |
| 200 m                      | Martin Pelach 21,12                                                               | Luděk Bohman 21,14                                                                    | Marián Králik 21,53                                                       |
| 400 m                      | Karel Kolář 46,13                                                                 | Miroslav Tulis 46,71                                                                  | Josef Lomický 47,91                                                       |
| 800 m                      | Milan Timko 1:51,37                                                               | Milan Richtárik 1:52,05                                                               | Vladimír Dlouhý 1:52,06                                                   |
| 1500 m                     | Jozef Plachý 3:42,31                                                              | Jozef Lenčéš 3:44,22                                                                  | Arpád Bari 3:47,14                                                        |
| 5000 m                     | Alexander Schmidt 13:53,43                                                        | Jozef Noskovič 13:54,62                                                               | Martin Vrábeľ 13:54,92                                                    |
| 10 000 m                   | Alexander Schmidt 28:52,23                                                        | Vlastimil Zwiefelhofer 29:00,57                                                       | Karel Gába 29:10,16                                                       |
| 110 m př.                  | Petr Čech 14,01                                                                   | Július Ivan 14,17                                                                     | Miloslav Tauber 14,34                                                     |
| 400 m př.                  | Miroslav Kodejš 50,93                                                             | Ladislav Kárský 51,02                                                                 | Daniel Návesniak 52,46                                                    |
| 3000 m př.                 | František Bartoš 8:32,18                                                          | Dušan Moravčík 8:35,63                                                                | Milan Slovák 8:38,13                                                      |
| 4 × 100 m                  | Milan Wardas Josef Lomický Stanislav Jelínek Miroslav Procházka Dukla Praha 41.70 | Bernard Chovanec Eduard Longauer Petr Lukeš Martin Pelach Dukla Banská Bystrica 41.74 | Roman Eppert Pavel Vladař Daniel Salák Jaroslav Matoušek RH Praha 42.23   |
| 4 × 400 m                  | Pavel Moravec Pavel Jehlička Jiří Dlouhý Miroslav Záhořák Slavia VŠ Praha 3:13.57 | Zdeněk Pavelek Jindřich Kohout František Štross Jaroslav Eichler RH Praha 3:14.21     | Ivan Kudeřík Jiří Kottas Zdeněk Nešpor Libor Šebesta Sparta Praha 3:15.89 |
| Skok do výšky              | Josef Hrabal 221 cm                                                               | Jindřich Vondra 221 cm                                                                | Roman Moravec 215 cm                                                      |
| Skok o tyči                | Roman Zrun 520 cm                                                                 | Jiří Lesák 510 cm                                                                     | Antonín Hadinger 500 cm                                                   |
| Skok daleký                | Jan Leitner 803 cm                                                                | Jaroslav Křivka 777 cm                                                                | Jaroslav Priščák 776 cm                                                   |
| Trojskok                   | Jiří Vyčichlo 16,03 m                                                             | Karel Hradil 16,02 m                                                                  | Jan Broda 15,85 m                                                         |
| Vrh koulí                  | Jaromír Vlk 20,35 m                                                               | Jaroslav Brabec 19,68 m                                                               | Miroslav Janoušek 18,94 m                                                 |
| Hod diskem                 | Imrich Bugár 65,96 m                                                              | Ludvík Daněk 61,30 m                                                                  |                                                                           |
| Hod kladivem               | Radomil Skoumal 65,90 m                                                           | Antonín Kříž 64,44 m                                                                  | František Vrbka 64,12 m                                                   |
| Hod oštěpem                | Jan Bartek 76,76 m                                                                | Zdeněk Adamec 75,80 m                                                                 | Tomáš Babiak 74,58 m                                                      |
| Desetiboj                  | Petr Šářec 7628 bodů                                                              | Ivan Spalovský 7067 bodů                                                              | Martin Machura 6925 bodů                                                  |
| 20 km chůze Praha 8.7.1978 | Štefan Petrík 1:28:21.8                                                           | Pavol Blažek 1:28:57.8                                                                | Juraj Benčík 1:30:21.2                                                    |

### Ženy
| Soutěž        | Zlato                                                                                  | Stříbro                                                                                               | Bronz                                                                                      |
| 100 m         | Radislava Šoborová 12,03                                                               | Ludmila Jimramovská 12,03                                                                             | Daniela Drinková 12,03                                                                     |
| 200 m         | Jarmila Kratochvílová 23,55                                                            | Radislava Šoborová 24,06                                                                              | Jozefína Čerchlanová 24,17                                                                 |
| 400 m         | Eva Ráková 54,64                                                                       | Olga Kmochová 55,30                                                                                   | Jitka Birmbaumová 55,72                                                                    |
| 800 m         | Jozefína Čerchlanová 2:00,10                                                           | Ivana Kleinová 2:10,36                                                                                | Alena Pavlíková 2:10,85                                                                    |
| 1500 m        | Helena Ledvinová 4:17,69                                                               | Drahomíra Zvoníčková 4:17,83                                                                          | Ludmila Češková 4:19,81                                                                    |
| 3000 m        | Helena Ledvinová 9:13,81 rek.                                                          | Božena Sudická 9:15,48                                                                                | Miroslava Margoldová 9:21,56                                                               |
| 100 m př.     | Monika Schönauerová 13,94                                                              | Hana Chocová 13,98                                                                                    | Milena Tebichová 14,31                                                                     |
| 400 m př.     | Hana Slámová 58,56                                                                     | Kamila Jozefíková 59,69                                                                               | Dana Wildová 61,45                                                                         |
| 4 × 100 m     | Jarmila Nygrýnová Zdena Holánová Jozefína Čerchlanová Eva Šuranová RH Praha 45.96      | Jana Burianová Emilie Szmeková Olga Kmochová Jana Karasová Slavia Havířov 49.02                       | Eva Vančurová Hana Reiterová Lenka Hloušková Lenka Zavadilová Spartak Hradec Králové 49.79 |
| 4 × 400 m     | Růžena Michalová Hana Kovandová Zuzana Kirschová Drahomíra Zvoníčková RH Praha 3:48.71 | Jitka Keszelá Ivana Koňaříková Ivana Kleinová Květoslava Matějčková Lokomotiva Pramet Šumperk 3:49.90 | Soňa Vernarská Marcela Chrbjatová Jarmila Herudková Jana Pavlíková VŽKG Vítkovice 3:53.93  |
| Skok do výšky | Milada Karbanová 185 cm                                                                | Mária Mračnová 185 cm                                                                                 | Ivana Geržová 180 cm                                                                       |
| Skok daleký   | Jarmila Nygrýnová 643 cm                                                               | Eva Šuranová 617 cm                                                                                   | Hana Tasová 598 cm                                                                         |
| Vrh koulí     | Helena Fibingerová 20,79 m                                                             | Zdeňka Bartoňová 18,72 m                                                                              | Gabriela Hanuláková 16,34 m                                                                |
| Hod diskem    | Jitka Prouzová 62,32 m                                                                 | Marcela Pilařová 54,70 m                                                                              | Zdeňka Bartoňová 52,28 m                                                                   |
| Hod oštěpem   | Mária Laktišová 54,58 m                                                                | Elena Burgárová 54,20 m                                                                               | Vlasta Vlasáková 53,80 m                                                                   |
| Pětiboj       | Marcela Koblasová 4279 bodů                                                            | Vanda Nováková 3907 bodů                                                                              | Jana Hrazdírová 3829 bodů                                                                  |